# Lucky Girl
Lucky Girl — другий сингл новозеландської співачки Fazerdaze. Випущений 7 лютого 2017 року під лейблами «Flying Nun Records» та «Groenland records». У травні 2017 дана пісня увійшла до дебютного студійного альбому «Morningside».
За словами самої співачки, дана пісня описує уривок з її життя, коли вона кілька днів не виходила з кімнати під меланхолійним настроєм.
|  | “Я записала цей трек, під час проживання у кімнаті без вікон, за винятком ліхтаря, який в кінцевому підсумку довелося вимкнути, щоб врятувати свою кімнату від перегріву. Всередині було так темно, що я повільно почала сумувати, почуваючись огороженою стінами – ось як я отримала ідею для перших рядків тексту” |

## Відеокліп
Часткової популярності синглу приніс вихід відеокліпу 21 березня 2017 року, який станом на червень того ж року мав 1 194 819 переглядів. Дане відео було відзняте у стилі середини 80-х років, і як і кліп до пісні «Little Uneasy», має схильності до психоделіки. На відео показано кадри океану, руки, тримаючої апельсин та гральні кості, а також іноді розрізаючої апельсин та яблуко тесаком, та розбиваючої торт з написом «Happy». Іноді на відео з'являється й сама Fazerdaze у різних тонах та місцях міста.